# Giuseppe Drago
Giuseppe Carmelo Drago (Scicli, 29 settembre 1955 – Modica, 21 settembre 2016) è stato un politico e medico italiano.
Già vicesegretario nazionale del CCD, è stato presidente della Regione Siciliana nel 1998, sottosegretario di Stato alla Difesa (2004-2005) e agli Esteri dal 2005 al 2006. Drago nel 2010 si è dimesso da deputato prima di essere dichiarato decaduto, perché interdetto temporaneamente dai pubblici uffici a causa di una condanna definitiva.

## Biografia
Medico igienista, sindaco di Modica (Ragusa) e consigliere provinciale di Ragusa, nel 1991 viene eletto all'Assemblea Regionale Siciliana, nella lista del PSI, nel collegio di Ragusa. Nel 1993 diviene assessore regionale al Lavoro e formazione nella giunta Martino e nel 1995 aderisce al CCD ed è confermato assessore regionale al Lavoro nella giunta Graziano.

### Presidente della Regione
Rieletto nel 1996, con il maggior numero di preferenze tra tutti i partiti in tutta la Regione, dapprima è capogruppo del suo partito, poi nel 1998 da gennaio a novembre è presidente della Regione alla guida di un governo di centro destra. In quel periodo ha ricevuto, da presidente della Regione a Palazzo d'Orleans, il re di Spagna Juan Carlos, che gli ha attribuito la Gran Croce al Merito Civile.
Nel marzo del 1998 partecipa alla scissione che porterà alla creazione dei CDR e dell'UDR, salvo poi tornare nel CCD nel 1999, diventandone vicesegretario nazionale e con cui si candida alle elezioni europee dello stesso anno, senza essere eletto.
Il suo governo cade a seguito di un ribaltone che porta alla guida della Regione il diessino Angelo Capodicasa.
Nel 2000 diventa assessore alla Presidenza nella giunta di centrodestra guidata da Vincenzo Leanza.

### Sottosegretario
Viene eletto Deputato alla Camera dal 2001 al 2006, e il 30 dicembre 2004 è nominato nel governo Berlusconi II sottosegretario alla difesa
Nell'aprile 2005, nel Governo Berlusconi III diviene sottosegretario agli esteri fino alla fine della legislatura.
Alle elezioni del 9/10 aprile 2006 è stato rieletto nelle file dell'Udc a Montecitorio nella circoscrizione Sicilia II. Componente della XIV Commissione per le Politiche dell'Unione europea. Assume il ruolo di vice presidente del gruppo parlamentare dell'Udc alla Camera.
Dal 14 gennaio 2008 è stato presidente del Consiglio d'amministrazione del Consorzio Universitario della Provincia di Ragusa, fino al maggio 2009, quando gli è subentrato l'ex senatore Giovanni Mauro.
Alle elezioni politiche del 2008 viene rieletto alla Camera dei deputati nella lista dell'Udc nella Circoscrizione Sicilia 2.

### L'adesione al PID
A settembre 2010, insieme ai deputati meridionali Saverio Romano, Calogero Mannino Giuseppe Ruvolo e Michele Pisacane, entra in polemica con il leader dell'UDC Pier Ferdinando Casini e il 28 settembre 2010 aderisce al Gruppo misto fondando con loro la componente Popolari per l'Italia di Domani (Pid). I 5 deputati abbandonano quindi il ruolo di opposizione, per il quale erano stati eletti nell'UDC, e si schierano a sostegno della maggioranza parlamentare di centrodestra di Silvio Berlusconi; come primo atto votano favorevolmente il voto di fiducia al Governo.

### La decadenza e le dimissioni da deputato
A causa della pena accessoria, applicata con ordinanza della Corte di appello di Palermo del 13 novembre 2009, dell'interdizione dai pubblici uffici temporanea, Giuseppe Drago perde il diritto ad occupare il seggio alla Camera dei deputati. Un provvedimento è stato approvato dalla Giunta per le elezioni della Camera dei deputati che ha disposto la decadenza di Giuseppe Drago dalla carica di parlamentare e sul quale la Camera deve pronunciarsi per confermare la decadenza.
Il 9 novembre 2010 la Camera dei deputati avrebbe dovuto votare in aula in merito al procedimento di decadenza dal mandato parlamentare di Drago, il quale ha preceduto la votazione dimettendosi dalla carica di deputato della Repubblica Italiana, dimissioni accolte il 17 novembre successivo dalla Camera, con 364 voti favorevoli e 208 contrari.
Scaduta l'interdizione, si candidò in vista delle elezioni regionali 2012 nel collegio di Ragusa per la lista Cantiere popolare PID senza essere eletto.
Muore dopo una lunga malattia il 21 settembre 2016, otto giorni prima del suo 61º compleanno, mentre era ricoverato in un ospedale di Modica.

## Procedimento giudiziario
Nel 2003 è stato condannato in primo grado per il reato di peculato dal Tribunale di Palermo, con sentenza della prima Sezione penale del 3/2 - 8/10/2003, alla pena di tre anni e tre mesi di reclusione, per essersi appropriato di fondi riservati della Regione Siciliana. Il 24 gennaio 2003 è stato condannato dalla Sezione giurisdizionale per la Sicilia della Corte dei Conti "a restituire alla Regione Siciliana la somma di euro 123 123,00 per l'utilizzo improprio, anche dopo le dimissioni dalla carica, di tali fondi riservati". Nel novembre 2006 la Corte di appello di Palermo conferma la condanna.
Nel maggio 2009 la Corte di cassazione, sesta sezione penale, con sentenza n. 23066, conferma la condanna a tre anni e l'interdizione dai pubblici uffici (per una durata da stabilire in sede di esecuzione della pena), nei confronti degli ex presidenti della Regione Siciliana Giuseppe Drago e Giuseppe Provenzano che si sono appropriati, senza fare rendiconti, dei fondi riservati della Presidenza della Regione; per entrambi, la pena è condonata. La questione era stata sollevata dall'on. Angelo Capodicasa, presidente della Regione Siciliana che li ha succeduti.